# Geloofsbelydenis
Geloofsbelydenis is het eerste gedrukte werk van Eduard Douwes Dekker onder het pseudoniem Multatuli.
Douwes Dekker schreef het stuk 's nachts in een opwelling oktober 1859.
Het was een literaire samenvatting van een meer expliciete 'belijdenis' die hij de avond ervoor voor zijn vrouw had geschreven. Deze belijdenis was waarschijnlijk een reactie op een vraag van zijn broer, Jan Douwes Dekker aan zijn vrouw Tine. Jan had Tine uitgebreid naar haar geloof gevraagd en waarschijnlijk heeft Multatuli daarop zijn eigen visie op het geloof aan het papier toevertrouwd.
Het stuk werd in november 1859 opgenomen in het vrijdenkerstijdschrift De Dageraad. Dit was nog vóór Max Havelaar voltooid was. Het stuk is later opgenomen in de bundel Verspreide stukken.

## Synopsis
De parabel Geloofsbelydenis gaat over een vader die zijn vijf kinderen laat raden wat hij gedaan kon hebben tijdens zijn afwezigheid. Zonder mee te raden, komt het jongste kind, dat een gewonde lijster verzorgt (en daarom Lijstmannetje wordt genoemd), het dichtst bij de waarheid. De Multatuli Encyclopedie geeft aan dat de parabel "praktische barmhartigheid van het Lijstermannetje" plaatst "tegenover de bekrompen godsopvatting van zijn broers".

## De geloofsbelijdenis in Bloemlezing (1865) en Verspreide stukken (1875)

Geloofsbelijdenis
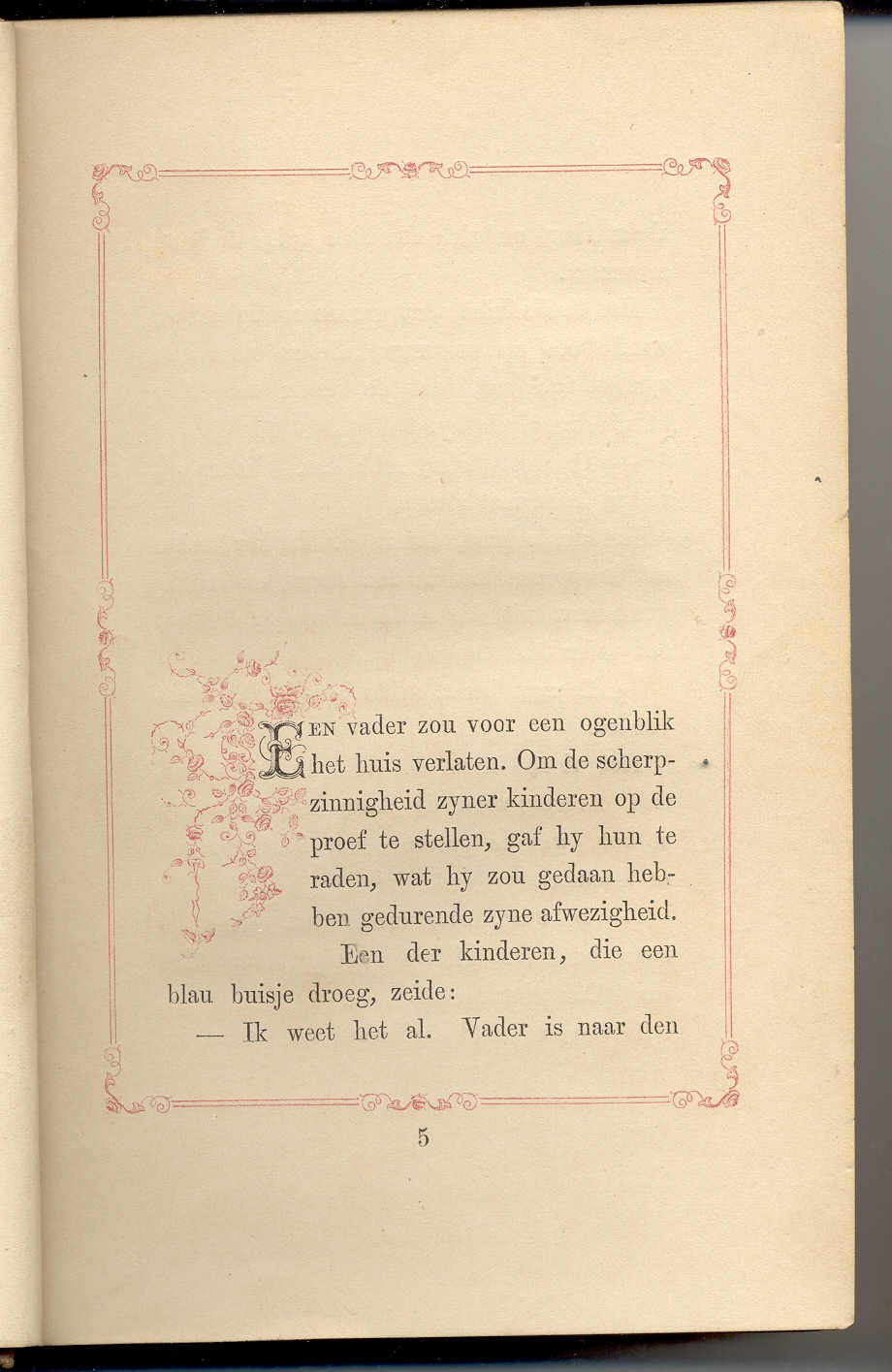
Bloemlezing, 1865, Firma R.C.Meijer, Amsterdam,
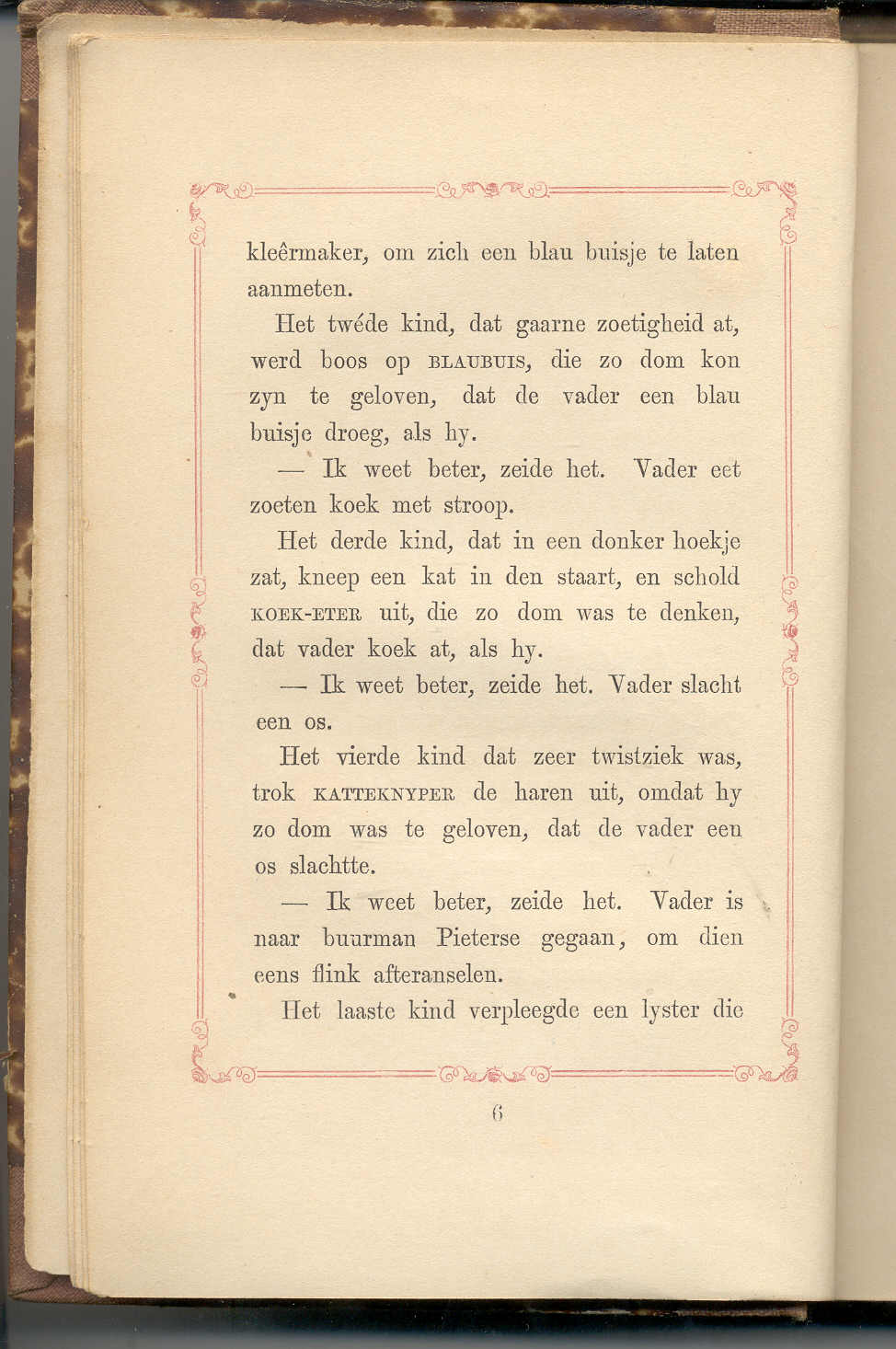
Geloofsbelijdenis of
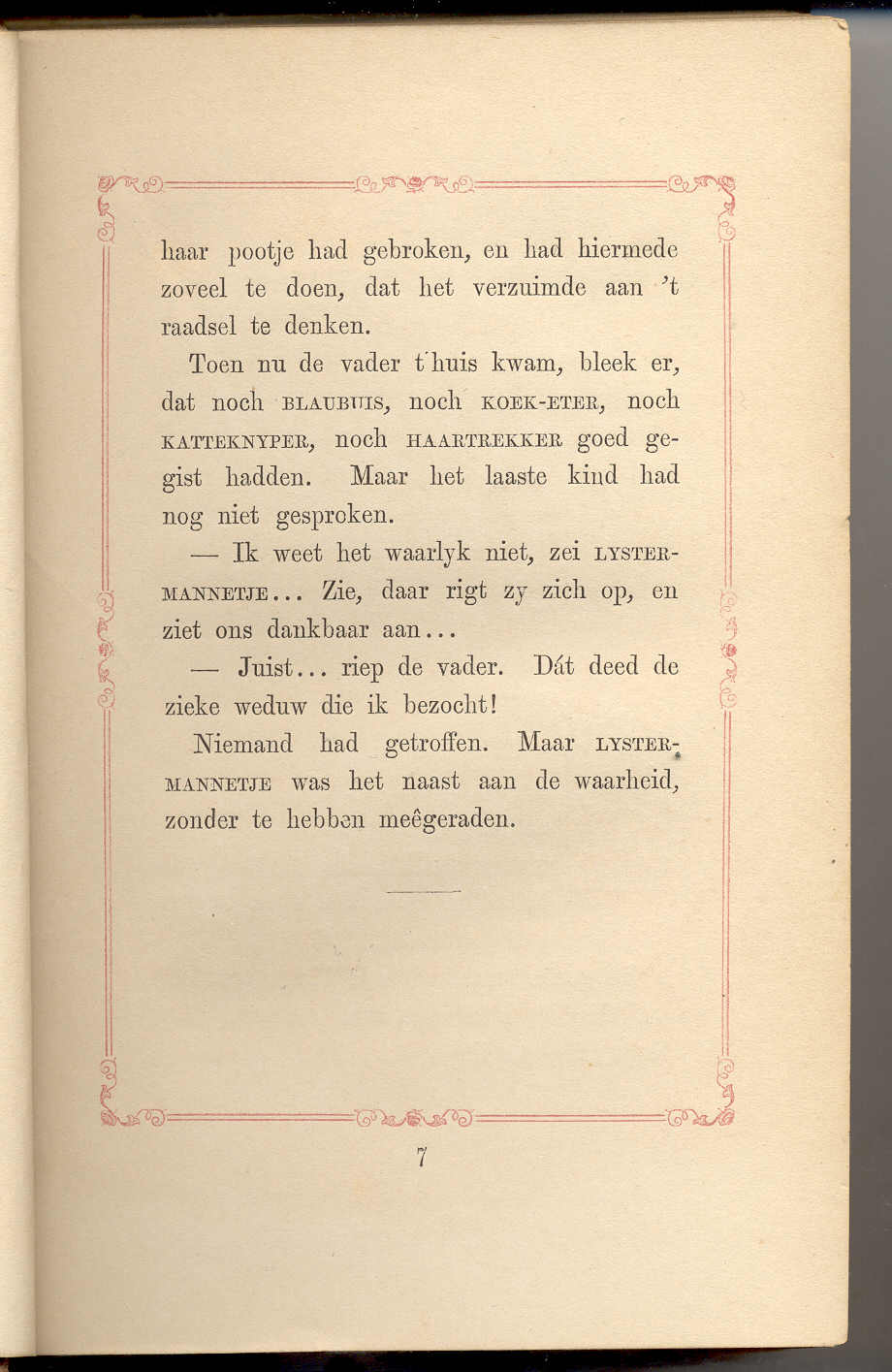
Lijsterman-parabel
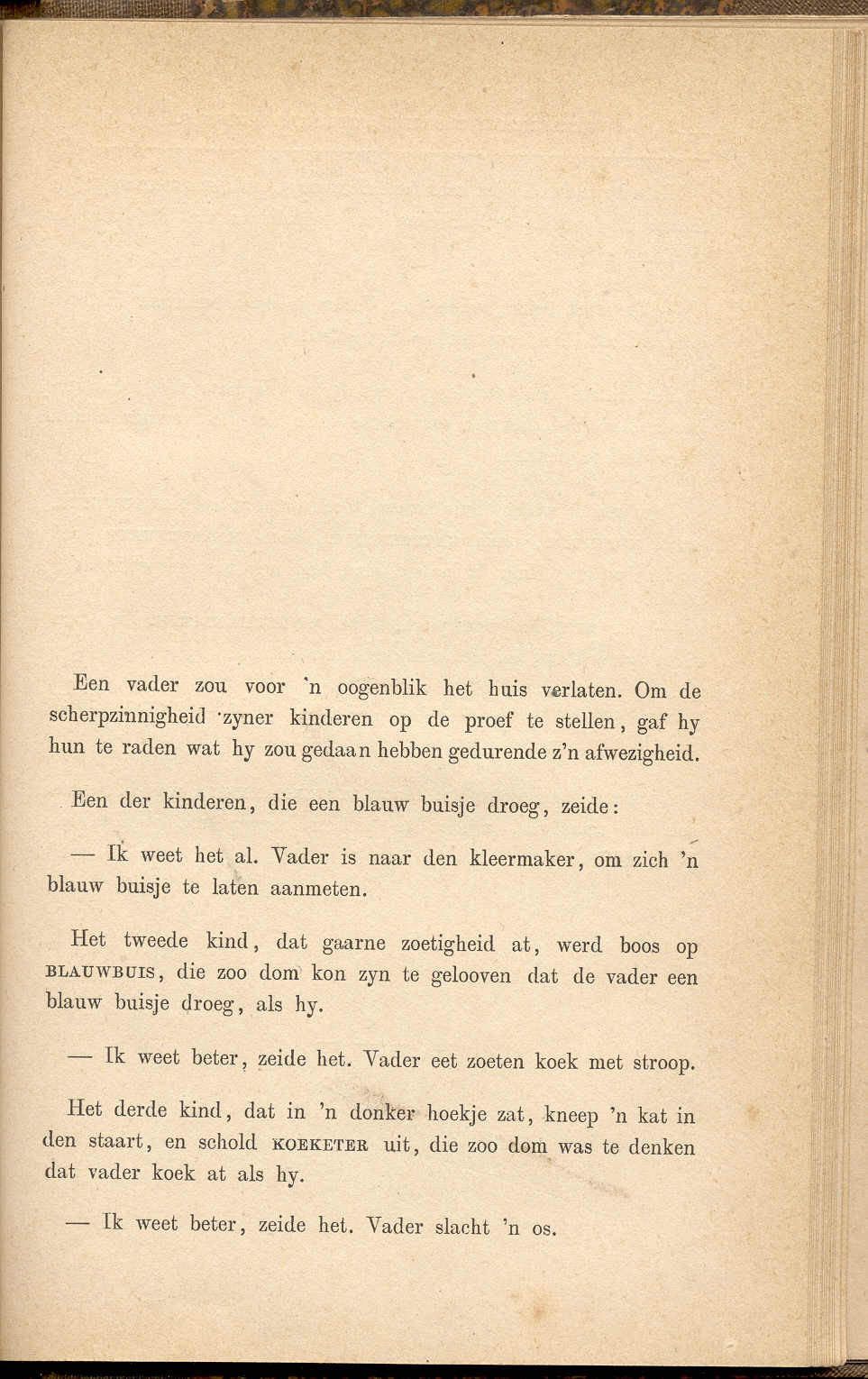
Verspreide Stukken 1875, G.L.Funke Amsterdam
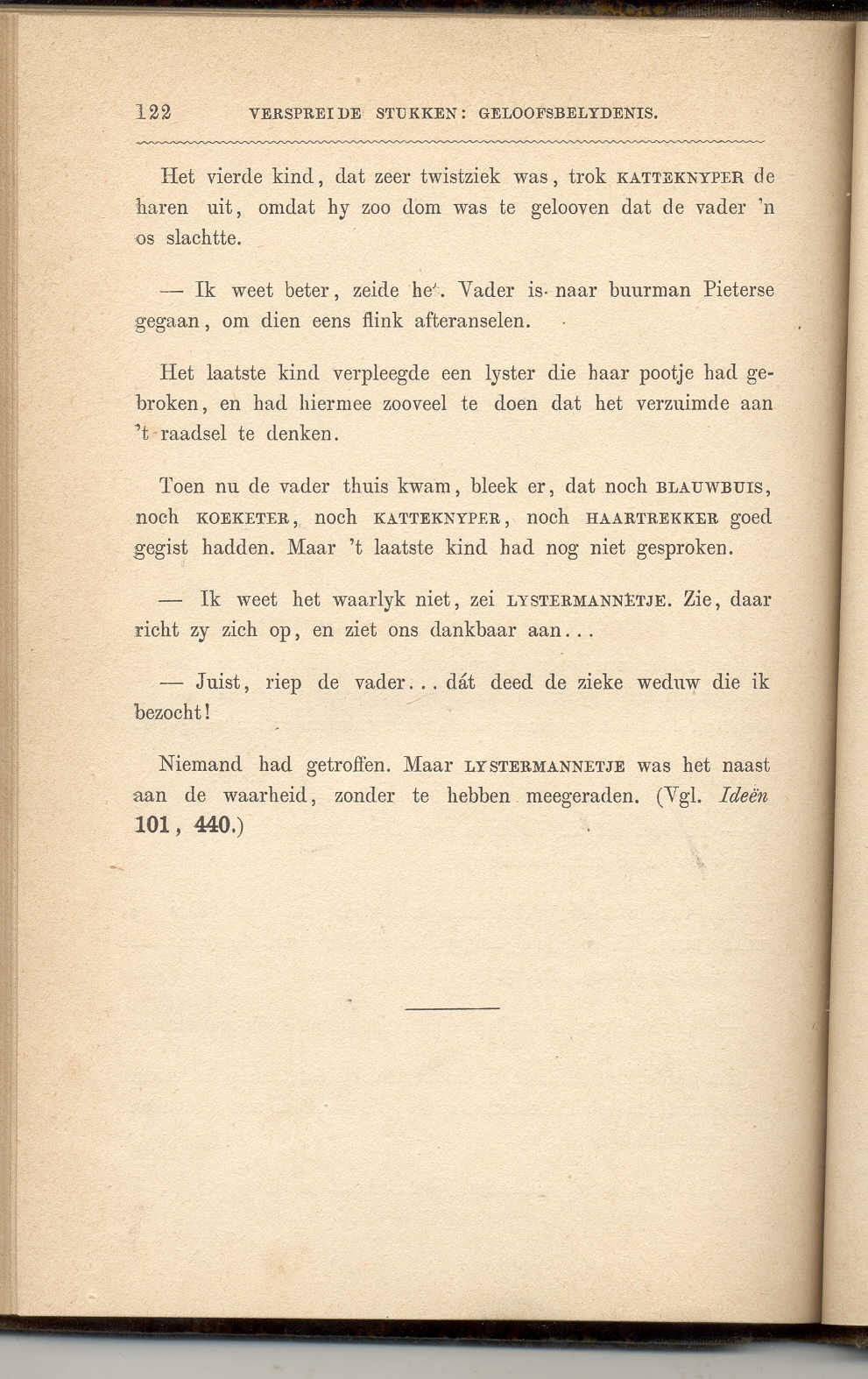
Lijsterman-parabel

## Tekst in 1875 uitgave "Verspreide Stukken"
|  | Een vader zou voor 'n oogenblik het huis verlaten. Om de scherpzinnigheid zyner kinderen op de proef te stellen, gaf hy hun te raden wat hy zou gedaan hebben gedurende z'n afwezigheid. Een der kinderen, die een blauw buisje droeg, zeide: - Ik weet het al. Vader is naar den kleermaker, om zich 'n blauw buisje te laten aanmeten. Het tweede kind, dat gaarne zoetigheid at, werd boos op BLAUWBUIS, die zoo dom kon zyn te gelooven dat de vader een blauw huisje droeg, als hy. - Ik weet beter, reide het. Vader eet zoeten koek met stroop. Het derde kind, dat in 'n donker hoekje zat, kneep 'n kat in den staart, en schold KOEKETER uit, die zoo dom was te denken dat vader koek at als hy. - Ik weet beter, zeide het. Vader slacht 'n os. Het vierde kind, dat zeer twistziek was, trok RATTEKNYPER de haren uit, omdat hy zoo dom was te gelooven dat de vader 'n os slachtte. - Ik weet beter, zeide he’. Vader is naar buurman Pieterse gegaan, om dien eens flink afteranselen. Het laatste kind verpleegde een lyster die haar pootje had ge- broken, en had hiermee zooveel te doen dat het verzuimde aan 't raadsel te denken. Toen nu de vader thuis kwam, bleek er, dat noch BLAUWBUIS, noch KOEKETER, noch KATTEKNYPER, noch HAARTREKKER goed gegist hadden. Maar 't laatste kind had nog niet gesproken. - Ik weet het waarlyk niet, zei LYSTERMANNETJE. Zie, daar richt zy zich op, en ziet ons dankbaar aan... -- Juist, riep de vader... dát deed de zieke weduw die ik bezocht! Niemand had getroffen. Maar LYSTERMANNETJE was het naast aan de waarheid, zonder te hebben meegeraden. (Vgl. Ideën 101, 440.) |